# Халилов, Джамиль Гучаргин оглы
Джамиль Гучаргин оглы Халилов (азерб. Cəmil Köçərgin oğlu Xəlilov; дата рождения неизвестна) — советский азербайджанский работник обувной промышленности, лауреат государственной премии СССР (1989).

## Биография
Родился в Азербайджанской ССР.
С 1969 года — рабочий, с 1979 года — бригадир комплексной бригады Бакинского производственного объединения кожевенных предприятий.
Достиг высоких результатов при выполнении производственных заданий. Джамиль Халилов, умело организовав работу бригады, добился значительного повышения производительности труда, перевыполнения производственных планов при меньшем количестве работников — коллектив состоял из семи человек вместо одиннадцати, однако при этом все рабочие мастерски владели сразу несколькими специальностями. За счёт успешной организации труда план 9 месяцев 1989 года бригада выполнила на 130,1 процентов, а в рамках двенадцатого пятилетнего плана (1986—1990), к ноябрю 1989 года уже выполняла задания на счёт октября 1991 года. Полувал для подошвы обуви, изготавливаемый коллективом комплексной бригады, стабильно получал высокие оценки на приёмке и отличался высоким качеством.
Постановлением ЦК КПСС и Совета Министров СССР от 7 ноября 1989 года, за большой личный вклад в улучшение качества товаров народного потребления Халилову Джамилю Гучаргин оглы присуждена Государственная премия СССР.
Активно участвовал в профсоюзном движении, многократно избирался членом профсоюзного комитета предприятия и районного комитета профсоюза работников швейной и лёгкой промышленности.